# Rod Smallwood
Rod Smallwood, brittisk manager och skivbolagsdirektör. Smallwood är manager åt det brittiska heavy metal-bandet Iron Maiden som han, tillsammans med Andy Taylor bildade skivbolaget Sanctuary Records åt. Sanctuary Records är i dag världens största musikmanagmentföretag.[källa behövs] Företaget namngavs efter låten Sanctuary av Iron Maiden. 
I november 2006 lämnade Smallwood Sanctuary och bildade Phantom Music Management som fokuserar enbart på Iron Maiden.
Innan han ledde Iron Maiden, var Smallwood manager åt Steve Harley & Cockney Rebel.
En av Iron Maidens b-sidor till singeln Wasted Years, Sheriff of Huddersfield är skriven av Iron Maiden och handlar om Smallwood. Det liknar Smallwood med Sheriffen av Nottingham, för hans ökända förhållande till pengar och hans klagomål mot den dåvarande flytten till Los Angeles. Smallwood fick inte reda på något om låten förrän den släpptes på singeln.